# Sidi El Abed
Sidi El Abed (franska: Sidi El Abed (CR), Sidi El Abed (Commune Rurale), arabiska: مولاي بوشتى) är en kommun i Marocko.   Den ligger i provinsen Taounate och regionen Fès-Meknès, i den nordöstra delen av landet, 170 km öster om huvudstaden Rabat. Antalet invånare är 13 567.